# جاستن ألبرت دريسكول
جاستن ألبرت دريسكول (بالإنجليزية: Justin Albert Driscoll)‏ هو كاهن كاثوليكي أمريكي، ولد في 30 سبتمبر 1920 في دوبوك في الولايات المتحدة، وتوفي في 19 نوفمبر 1984.